# مسعود برومند
مسعود برومند واسمه الكامل امير مسعود برومند، من مواليد 12 نوفمبر 1928م، وتوفي بتاريخ 8 مارس 2011م، وهو لاعب كرة قدم إيراني-لبناني، لعب مع نادي شاهباز وشاهين وبرسبوليس، وشارك مع منتخب بلاده إيران في دورة الألعاب الآسيوية مرتين سنة 1951م و1958م.